# Дециметър
Дециметър (от деци- и метър) е единица за измерване на разстояние, равна на 1/10 част от метъра. Международният символ за означаване е dm, но в българските популярни издания се ползва и означението дм.
0,1 метър = 1 dm = 10 сантиметра = 100 милиметра.
милиметър << сантиметър << дециметър << метър << километър

## Литър и кубичен дециметър
Единицата за измерване на обем литър от 1964 г. с решение на 12-ата Генерална конференция по мерки и теглилки е приравнена на 1 кубичен дециметър (dm3).
Преди това литърът (с решение на 3-тата Генерална конференция по мерки и теглилки от 1901 г.) се е определял като обема на 1 килограм чиста вода при нормално атмосферно налягане (760 mm Hg) и при температура на най-голяма плътност на водата (4 °С). По този начин, от 1901 до 1964 г. 1 dm3 e събирал само 0,999972 литра.